# Stenocercus eunetopsis
Espèce
Stenocercus eunetopsis est une espèce de sauriens de la famille des Tropiduridae.

## Répartition
Cette espèce est endémique du Nord du Pérou.

## Publication originale
- Cadle, 1991 : Systematics of lizards of the genus Stenocercus (Iguania Tropiduridae) from northern Peru. New species and comments on relationships and distribution patterns. Proceedings of the Academy of Natural Sciences of Philadelphia, vol. 143, p. 1-96.